# Mit Fried und Freud ich fahr dahin (BWV 125)
Mit Fried und Freud ich Fahr dahin (Dans la paix et la joie, je m'en vais) (BWV 125), est une cantate religieuse de Johann Sebastian Bach composée à Leipzig et jouée la première fois le 2 février 1725, pour la fête de la Purification. La pièce a été jouée de nouveau à Leipzig dans la seconde moitié des années 1730.

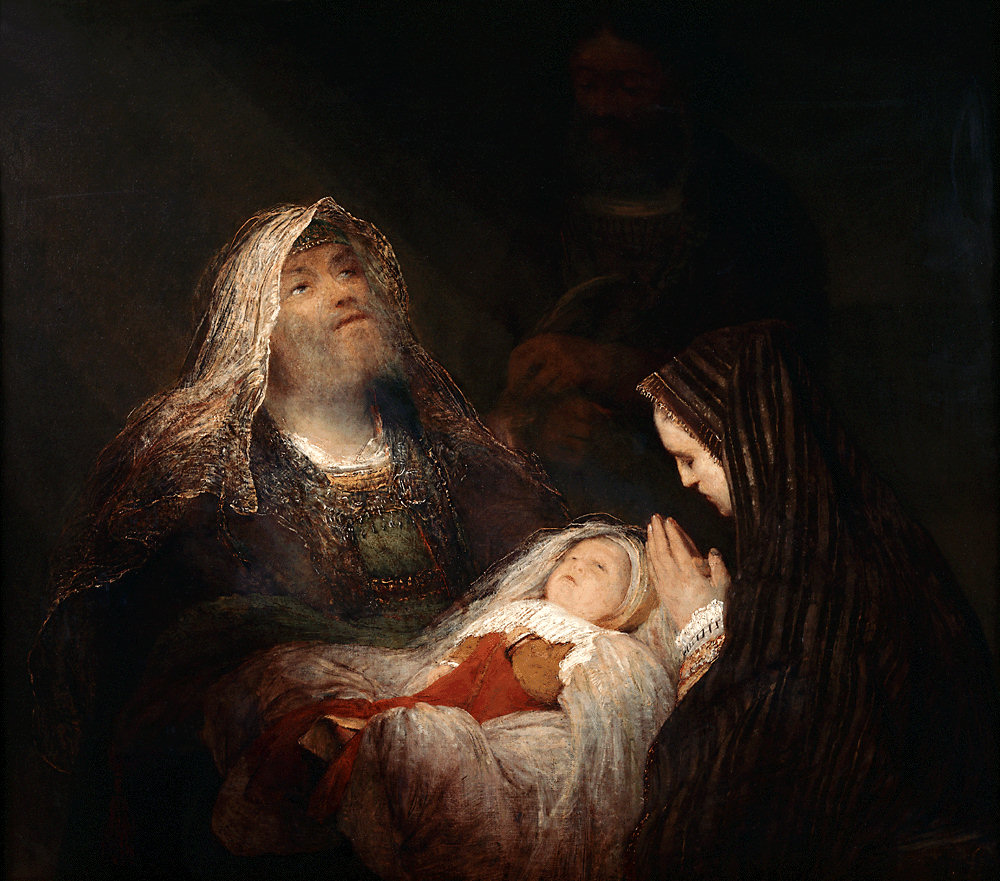
Le cantique Nunc dimittis de Siméon par Arent de Gelder, vers 1700 - 1710.

## Histoire et livret
Le texte est tiré de Martin Luther (premier et dernier mouvement), le reste d'un auteur inconnu.
Le thème du choral est repris du psaume « Mit Fried und Freud ich fahr dahin ». La mélodie originale de Martin Luther a été publiée avec son texte dans les « Eyn geystlich Gesangk Buchleyn (en) », édité par Johann Walter à Wittenberg en 1524.
Bach a composé cette cantate chorale lors de sa deuxième année à Leipzig à l'occasion de la fête de la Purification. Pour cette destination liturgique, trois autres cantates ont franchi le seuil de la postérité : les BWV 82, 83 et 200. Les lectures prescrites pour ce jour étaient tirées du Livre de Malachie, « le Seigneur viendra en son temple » 3 : 1–4, et de l'Évangile selon Luc, la purification de Marie et la présentation de Jésus au Temple, y compris le cantique Nunc dimittis de Siméon, Luc, 2 : 22–32).
Le choral en quatre strophes de Luther est une paraphrase de ce cantique, « dans la paix et la joie, je pars dans la volonté de Dieu ». Luther formule chaque verset du cantique en une strophe. Un librettiste inconnu a gardé les première et dernière strophes et paraphrasé les strophes intérieures en quatre mouvements. Le 2e mouvement prend la deuxième strophe de Luther comme point de départ et cite l'attitude de Siméon comme un exemple de la façon de regarder la mort. Le 3e mouvement reprend le texte complet de la deuxième strophe de Luther en récitatif. L'allusion à la « lumière pour les païens » de l'hymne et de l'Évangile est considérée comme un rappel du « Celui qui croira et est baptisé sera sauvé » (Évangile selon Marc 16 :16).
Les 4e et 5e mouvements sont issus de la troisième strophe. Le quatrième se rapporte à l'enseignement de Paul sur la grâce de Dieu, « que Dieu a proposé pour être la victime de propitiation, par la foi qu’on aurait en son sang, pour faire paraître la justice qu’il donne lui-même, en pardonnant les péchés passés » (Épître aux Romains chapitre 3,verset 25), déclarant ainsi l'enseignement luthérien de la justification « par la grâce seule, par la foi seule parce que seul le Christ » encore plus nettement que le chant de Luther.

## Structure et instrumentation
La cantate est écrite pour flûte traversière, hautbois d'amour, deux violons, alto, basse continue, ''corno da tirarsi'' (un instrument proche du cor naturel, aujourd'hui disparu, utilisé ici dans le cantus firmus dans le choral d'ouverture ), trois solistes (alto, ténor, basse) et chœur à quatre voix.
Il y a six mouvements:
1. chœur : Mit Fried und Freud ich fahr dahin
2. aria (alto) : Ich will auch mit gebrochnen Augen
3. récitatif et choral (basse) : O Wunder, daß ein Herz – Das macht Christus, wahr' Gottes Sohn
4. aria (ténor et basse) : Ein unbegreiflich Licht
5. récitatif (alto) : O unerschöpfter Schatz der Güte
6. choral : Er ist das Heil und selig Licht

## Musique
Le chœur d'ouverture commence par une ritournelle concertante dans laquelle la flûte et le hautbois jouent en opposition aux cordes. Un motif en triolets amène une quinte qui renvoie au premier intervalle de l'air du choral,. La soprano (et le corno da tirarsi) chantent le cantus firmus en longues notes sur le mode phrygien. Les voix basses participent aux motifs instrumentaux pour les vers 1, 2, 3 et 5 mais les vers 4 et 6 sont traités différemment. En accord avec le texte, « sanf und stille » (calme et tranquille) et « der Tod ist mein Schlaf worden » (la mort m'est devenue sommeil), ils sont joués doucement (piano), en modulations de tonalités éloignées, homophoniques et chromatique.
L'aria de l'alto est richement ornée et accompagnée de la flûte et du hautbois d'amour, sur un fond calme de notes répétées dans le continuo, indiqué « legato ». La phrase « gebrochene Augen » (yeux brisés) est illustrée par une ligne vocale brisée, la flûte et le hautbois d'amour jouent en rythme pointé « jusqu'à une déclamation presque tremblante de la voix ». Dans le récitatif avec choral de la basse, l'air du choral est dépouillé sauf pour le dernier vers, « im Tod und auch im Sterben » (dans la mort et aussi en mourant), où la musique est prolongée de deux mesures, colorées d'une ornementation riche et chromatique. Les éléments récitatif et le choral sont unifiés par un motif des cordes, appelé « Freudenmotiv » par Alfred Dürr, motif qui « indique toujours un sentiment sous-jacent de bonheur ». Le choral de clôture est disposé en quatre parties.

## Sources
- Gilles Cantagrel, Les cantates de J.-S. Bach, Paris, Fayard, mars 2010, 1665 p.  (ISBN 978-2-213-64434-9)

- (en) Cet article est partiellement ou en totalité issu de l’article de Wikipédia en anglais intitulé « Mit Fried und Freud ich fahr dahin, BWV 125 » (voir la liste des auteurs).